# Svengali
Svengali é uma personagem de ficção no romance Trilby de George du Maurier, datado de  1894. O romance criou o estereótipo de um hipnólogo de mau caráter que persiste no tempo, com várias citações na cultura popular. O personagem foi retratado em várias versões cinematográficas da história no cinema mudo e no cinema falado. Neste último, se destacam no papel principal John Barrymore na versão de 1931, Donald Wolfit no filme de 1954 em Technicolor, e Peter O'Toole em uma versão, feita para a TV, modernizada do filme em 1983, também em cores, co-estrelando Jodie Foster. Neste último, foi mudado o nome de todos os personagens, mas mesmo assim, o filme foi chamado Svengali.

## A personagem
Svengali conseguia ser notoriamente impertinente, tinha uma espécie de humor cínico, que era mais ofensivo do que divertido, e sempre ria da coisa errada, na altura errada e no lugar errado. Sua risada era sempre jocosa e cheia de malícia. Svengali transforma Trilby em uma grande cantora usando hipnose, mas ela não pode cantar sem a sua ajuda para entrar num estado de transe. A relação entre Svengali e Trilby formas apenas uma pequena parte do romance, que é principalmente uma evocação da Boêmia Paris nos idos de 1850.